# Franz Xaver Winterhalter
Franz Xaver Winterhalter (født 20. april 1805, død 8. juli 1873) var en tysk maler og litograf, der er mest kendt for sine portrætter af samtidens kongelige og fyrstelige personer. De mest kendte værker er hans maleri, "Eugénie af Frankrig omgivet af sine hofdamer" fra 1855 og hans portrætter af kejserinde Elisabeth af Østrig-Ungarn.

## De tidlige år
Winterhalter blev født i 1805 i den lille landsby Menzenschwand i storhertugdømmet Baden i Tyskland. Faderen var bonde og rosin-producent og øvede en stor indflydelse på Winterhalter.
I 1818 i en alder af 13 forlod han landsbyen for at studerer tegning og gravering. Som 18-årig tog han til München, hvor han studerede på kunstakademiet. Winterhalters karriere tog fart da han i 1828 blev tegnelærer for den senere storhertuginde af Baden, og han blev senere udpeget til hofmaler. 
Efterfølgende flyttede han til Frankrig, hvor han malede nogle af kongehusets medlemmer i 1838, hvilket skabte hans store internationale gennembrud.

## Hofmaler
Winterhalter blev udnævnt til hofmaler af kong Louis-Philippe af Frankrig, der gennem årene bestilte over 30 portrætter af sig selv og sin familie.
Hans succes gav ham rygtet som specialist inden for aristokratisk og kongeligt portrætmaleri. Han var dygtig til at kombinere et smigrende portræt med en vellignende fremstilling, og til at forene pomp og pragt med datidens mode. 
Winterhalter betragtede i første omgang sit arbejde for de kongelige som noget midlertidigt, og at han snart ville udføre mere akademiske og kunstkritiske malerier, men hans succes gjorde det umuligt, og han arbejdede næsten udelukkende som fyrstelig portrætmaler resten af livet.
Winterhalter malede i karrieren blandt andet portrætter af medlemmerne af de britiske, østrigske, belgiske, russiske, spanske og diverse tyske fyrstefamilier.
Winterhalter var aktiv maler indtil få år før sin død. Han boede de sidste år af sit liv i Baden, og han døde af tyfus i 1873.

## Stil og malerteknik
Winterhalters store succes som portrætmaler skyldtes hans evne til at male i en opulent og eventyrsagtig stil, især for damernes vedkommende, og hans evne til at gengive juvelerne og klædedragternes tekstur. Hans stil faldt ikke i alle kunstkritikeres smag, der mente han var overfladisk og jagtede popularitet, men hans kongelige og aristokratiske klienter elskede hans måde at fremstille dem på. 

## Galleri
- Dronning Maria Cristina af Spanien, 1841
- Dronning Victoria af Storbritannien, 1842
- Prins Albert af Sachsen-Coburg og Gotha, 1842
- Prinsesse Leonilla af Sayn-Wittgenstein-Sayn, 1843
- Napoleon 3. af Frankrig, ca. 1853
- Kejserinde Eugénie omgivet af sine hofdamer, 1855
- Grevinde Liza Przezdziecka (1857)
- Kejserinde Maria Alexandrovna af Rusland, 1857
- Ærkehertug Maximilian af Østrig, ca. 1857
- Landgrevinde Anna af Hessen, 1858
- Hertuginden af Morny, 1863
- Kejserinde Elisabeth af Østrig-Ungarn, 1865
- Barbe de Rimsky-Korsakov
- Barbe de Rimsky-Korsakov
- Grevinde Varvara Alexeevna Musina-Pushkina
- Kong Louis-Philippe af Frankrig